# 朱用錦
朱用錦（？—？），號念巖，河间府沧州人，明末官員。崇禎十年進士。

## 生平
天啓四年（1624年）甲子科順天鄉試第六十九名舉人，崇祯十年（1637年）丁丑科會試第五十二名，廷試二甲第十名進士。刑部观政，本年授山东泰安州知州，十一年致仕。

## 家族
曾祖朱奇，廪生；祖朱一豸；父朱丝，廪生。